# Симеон Караиванов
Симеон Павлов Караиванов е български офицер, генерал-майор.

## Биография
Роден е през 1857 г. в Плевен. Завършва Априловската гимназия в Габрово и първи випуск на Военното училище. Служи в Свищовска № 15 пеша дружина. С указ N 50/13.09.1885 г. е назначен за командир на 4-та дружина в Трети пехотен бдински полк. Участва в Сръбско-българската война. Дружината под негово командване е придадена към Струмския полк под командването на капитан Кисов. Защитава позициите до село Батановци, като командващ на пет роти от Трети пехотен Бдински полк с численост около 850 души. През 1886 г. е назначен за командир на Бургаската дружина, като през есента на същата година потушава бунта на капитан Набоков. В края на годината отново е преместен в Трети пехотен Бдински полк като дружинен командир. През 1887 г. е произведен майор за отличие. При създаването на 15-и Ломски полк през 1889 г. майор Караиванов е назначен за командир на първа дружина от този полк. През 1890 е назначен за командир на Трети пехотен Бдински полк. Като такъв с приказ № 42/2.8.1891 г. е повишен в подполковник и назначен за командир на 11-и пехотен Сливенски полк. През 1899 г. командирът на 11-и пехотен Сливенски полк полковник Караиванов е назначен за командир на 1-ва бригада при Трета пехотна Балканска дивизия. На 31 декември 1903 г. командирът на 1-ва бригада при Трета пехотна Балканска дивизия е назначен за командир на 2-ра бригада при същата дивизия. На 1 февруари 1907 г. е повишен в чин генерал-майор и се уволнява от служба. Умира в Бургас през 1911 г.
Ген. Симеон Караиванов се жени за Екатерина Вълкова, от която има 4 деца. Павел Караиванов (1888 – 1971) – завършил Висшето на НВ Военно училище и право в гр. Монпелие – Франция, репресиран след 9 септември 1944 г.; поручик Щилян Караиванов (1890 – 1913) – завъшил Висшето на НВ Военно училище, загинал като командир на рота от 24-ти пехотен полк; Юлия Проданова (1894 – 1979) – завършила Консерватория в гр. Мюнхен, музикален педагог, съпруга на инж. Коста Проданов, кмет на Бургас за периода януари – август 1944 г.; Д-р Зора Сирекова (1901 – 1993) – зъболекар, завършила в Берлин, съпруга на инж. Атанас Сиреков, кмет на Бургас 1936 – 1939 г.

## Военни звания
- Прапоршчик (10 май 1879)
- Подпоручик (1 ноември 1879, преименуван)
- Поручик (30 август 1882)
- Капитан (30 август 1885)
- Майор (17 април 1887)
- Подполковник (2 август 1891)
- Полковник (2 август 1895)
- Генерал-майор (1 февруари 1907)